# 우압메토어
우압메토어(Uab Meto) 또는 다완어(Dawan)는 서티모르의 아토니족 사람들이 말하는 언어이다. 동티모르의 오에쿠시현에서 쓰이는 방언이 있으며 이는 바이케누어(Baikenu)라 한다.

## 음운론
우압메토어의 음소 목록은 다음과 같다.
|        |        | 순음 | 치경음 | 연구개음 | 성문음 |
| ------ | ------ | ---- | ------ | -------- | ------ |
| 파열음 | 무성   | p    | t      | k        | ʔ      |
| 파열음 | 유성   | b    |        |          |        |
| 비음   | 비음   | m    | n      |          |        |
| 마찰음 | 마찰음 | f    | s      |          | h      |
| 설측음 | 설측음 |      | l      |          |        |

무성 파열음 /p t k/은 어말에서 불파음 [p̚ t̚ k̚]로 실현될 수 있다..
|          | 전설 | 후설 |
| -------- | ---- | ---- |
| 고모음   | i    | u    |
| 중고모음 | e    | o    |
| 중저모음 | ɛ    | ɔ    |
| 저모음   | a    |      |

## 같이 보기
- 동티모르의 언어